# Шишковци
Шишковци су насељено место у саставу општине Церна у Вуковарско-сремској жупанији, Република Хрватска.

## Историја
До територијалне реорганизације у Хрватској налазили су се у саставу старе општине Жупања.

## Становништво
На попису становништва 2011. године, Шишковци су имали 804 становника.

## Попис1991.
На попису становништва 1991. године, насељено место Шишковци је имало 625 становника, следећег националног састава:
| Попис 1991.‍  | Попис 1991.‍  | Попис 1991.‍ | Попис 1991.‍ | Попис 1991.‍ |
| ------------ | ------------ | ----------- | ----------- | ----------- |
|              |              |             |             |             |
| Хрвати       | Хрвати       |             | 587         | 93,92%      |
| Пољаци       | Пољаци       |             | 1           | 0,16%       |
| Русини       | Русини       |             | 1           | 0,16%       |
| неопредељени | неопредељени |             | 1           | 0,16%       |
| непознато    | непознато    |             | 35          | 5,60%       |
| укупно: 625  |              |             |             |             |